# The All-American Rejects

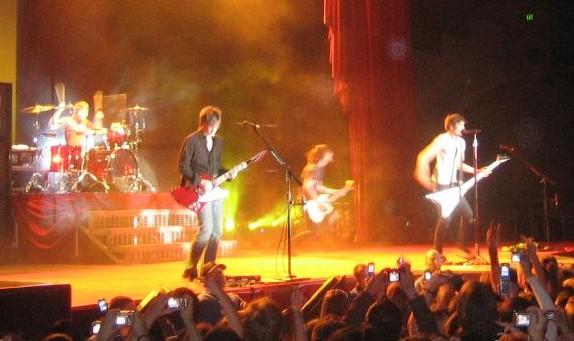
The All-American Rejects 2006

The All-American Rejects je americká alternativně rocková hudební skupina, která byla založena roku 1999 ve Stillwater, Oklahomě. V současné době čtyřčlenná kapela sestává ze zpěváka, kytaristy a klavíristy Tysona Rittera, prvního kytaristy Nicka Wheelera, Mika Kennertyho, jež v rukou drží rytmickou kytaru, a bubeníka Chrise Gaylora.
Debutové eponymní album The All-American Rejects vyšlo v roce 2003 v nakladatelství DreamWorks a znamenalo pro kapelu úspěch ve vlně populární hudby. Deska kulminovala na 25. pozici Billboard 200, získala ocenění platinové desky od RIAA a přinesla úspěšný singl „Swing, Swing“. Další úspěch na populární scéně přineslo druhé album s názvem Move Along, které se dostalo na 6. příčku v hitparádě Billboard 200, získalo dvojnásobnou platinovou desku a jeho tři hlavní singly „Dirty Little Secret“, „Move Along“ a „It Ends Tonight“, jež se všechny umístily do prvních patnácti v žebříčku Billboard Hot 100. Třetí studiové album When the World Comes Down bylo vydáno v roce 2008, kapela kvůli jeho nahrávání zrušila svá vystoupení na Vans Warped Tour v roce 2007 a několik koncertů se skupinou Simple Plan. Pilotní singl alba „Gives You Hell“ se stal do dnešního data nejúspěšnějším singlem kapely, když se v žebříčku Hot 100 vyšplhal na čtvrté místo a získal čtyřnásobné platinové ocenění od RIAA. Čtvrté album Kids In the Streets bylo vydáno 26. března 2012 a umístilo se na 18. příčce Billboard 200.
Od počátku své kariéry vydala kapela celosvětové přes deset milionů desek. Byla ohodnocena v seznamech „Hot 100 Artists of the 2000s“, kde získala 73. místo, a „Billboard 200 Artists of the Decade“, zde obsadila 183. příčku. The All-American Rejects vystoupili jednou také v České republice, kde zahráli během Prague City Festivalu v roce 2012.

## Členové kapely

### Současná sestava
- Tyson Ritter – frontman, zpěv, klavír, basová kytara (1999–současnost)
- Nick Wheeler – bicí, perkuse (1999–2001), vedoucí kytara, doprovodný zpěv (2002–současnost)
- Mike Kennerty – rytmická kytara, basová kytara, doprovodný zpěv (2002–současnost)
- Chris Gaylor – bicí, perkuse (2002–současnost)

### Dřívější členové
- Tim Campbell – bicí (1999)
- Jesse Tabish – zpěv, kytara (1999–2001)

## Diskografie
- 2002: The All-American Rejects (komerčně vydáno až 17. ledna 2003)
- 2005: Move Along
- 2008: When the World Comes Down
- 2012: Kids In the Streets